# Torneo Nacional de Desarrollo M16 2023
El  Torneo Nacional de Desarrollo M16 de 2023 fue la séptima edición del torneo para los seleccionados M16 de desarrollo de las uniones regionales afiliadas a la Unión Argentina de Rugby. La Zona Sur del torneo se llevó a cabo el 25 y 27 de agosto, mientras que la  Zona Norte se disputó el 29 de septiembre y 1 de octubre.
La Unión de Rugby del Oeste de Buenos Aires fue elegida nuevamente como anfitriones del torneo, aunque en esta ocasión, solamente de la Zona Norte de la misma. La sede elegida fue el Club Los Miuras de Junín por tercer año consecutivo. La Zona Sur fue organizada por la Unión de Rugby del Valle del Chubut, la cual eligió como sede a las instalaciones del Puerto Madryn Rugby Club, en la ciudad homónima.
La Unión de Rugby del Oeste de Buenos Aires obtuvo su quinto título tras derrotar 12-6 en la final de la Zona Norte a la Unión de Rugby de Mar del Plata. La Zona Sur fue ganada por los Tehuelchitos, el seleccionado juvenil de la Unión de Rugby del Valle del Chubut.

## Equipos participantes
Participaron del torneo los seleccionados de catorce uniones provinciales argentinas, las cuales clasificaron de acuerdo a su cantidad de jugadores fichados en la categoría.
| Zona                 | Equipo        | Unión                                                | Part.    |
| -------------------- | ------------- | ---------------------------------------------------- | -------- |
| Zona Norte 8 equipos | Córdoba       | Unión Cordobesa de Rugby                             | 7        |
| Zona Norte 8 equipos | Entre Ríos    | Unión Entrerriana de Rugby                           | 7        |
| Zona Norte 8 equipos | Mar del Plata | Unión de Rugby de Mar del Plata                      | 7        |
| Zona Norte 8 equipos | Nordeste      | Unión de Rugby del Nordeste                          | 4        |
| Zona Norte 8 equipos | Oeste         | Unión de Rugby del Oeste de Buenos Aires             | 7        |
| Zona Norte 8 equipos | Rosario       | Unión de Rugby de Rosario                            | 7        |
| Zona Norte 8 equipos | Sur           | Unión de Rugby del Sur                               | 7        |
| Zona Norte 8 equipos | Tucumán       | Unión de Rugby de Tucumán                            | 4        |
| Zona Sur 6 equipos   | Alto Valle    | Unión de Rugby del Alto Valle de Río Negro y Neuquén | 2        |
| Zona Sur 6 equipos   | Austral       | Unión de Rugby Austral                               | 3        |
| Zona Sur 6 equipos   | Austral B     | Unión de Rugby Austral                               | Invitado |
| Zona Sur 6 equipos   | Chubut        | Unión de Rugby del Valle del Chubut                  | 2        |
| Zona Sur 6 equipos   | Chubut B      | Unión de Rugby del Valle del Chubut                  | Invitado |
| Zona Sur 6 equipos   | Lagos del Sur | Unión de Rugby de los Lagos del Sur                  | 2        |

La Unión de Rugby Austral y la Unión de Rugby del Valle del Chubut participaron con dos seleccionados alternativos debido a las ausencias a última hora de las uniones de Santa Cruz y Tierra del Fuego.

## Formato
La Unión Argentina de Rugby decidió cambiar el formato del torneo durante esta temporada con el objetivo de fomentar los programas de desarrollo en la región patagónica. El torneo pasó a dividirse en Zona Norte y Zona Sur, en lugar de dividirse en dos niveles (Oro y Plata) como había sido el caso en las últimas temporadas. Las nuevas zonas pasaron a disputarse en sedes distintas y estuvieron compuestas por equipos de acuerdo a su ubicación geográfica, pero manteniendo el sistema de clasificación.
Los equipos fueron divididos en grupos, dos de cuatro equipos en la Zona Norte y dos de tres equipos en la Zona Sur. Cada zona se resolvió a través del sistema de todos contra todos para definir su posición en el grupo, clasificando a un último partido para definir su posición final.
La posición final obtenida en la fase de grupos determinó la final que cada equipos disputó: los ganadores de cada grupo clasificaron a la final de su respectiva zona, los segundos a la final por el 3.° puesto, y así sucesivamente.

## Zona Norte

### Zona 1
| Pos. | Equipos  | Partidos | Partidos | Partidos | Tantos | Tantos | Tantos | Pts. |
| Pos. | Equipos  | G        | E        | P        | PF     | PC     | DP     | Pts. |
| ---- | -------- | -------- | -------- | -------- | ------ | ------ | ------ | ---- |
| 1.°  | Oeste    | 3        | 0        | 0        | 91     | 0      | +91    |      |
| 2.°  | Nordeste | 2        | 0        | 1        | 11     | 36     | -25    |      |
| 3.°  | Rosario  | 1        | 0        | 2        | 15     | 23     | -8     |      |
| 4.°  | Tucumán  | 0        | 0        | 3        | 0      | 58     | -58    |      |

|  | Clasifica a la final             |
|  | Clasifica a final por 3.° puesto |
|  | Clasifica a final por 5.° puesto |
|  | Clasifica a final por 7.° puesto |

| 29 de septiembre | Tucumán | 0 - 10  | Rosario | Club Los Miuras, Junín |  |
|                  |         | Reporte |         |                        |  |

| 29 de septiembre | Oeste | 31 - 0  | Nordeste | Club Los Miuras, Junín |  |
|                  |       | Reporte |          |                        |  |

| 29 de septiembre | Tucumán | 0 - 5 | Nordeste | Club Los Miuras, Junín |  |

| 29 de septiembre | Oeste | 17 - 0  | Rosario | Club Los Miuras, Junín |  |
|                  |       | Reporte |         |                        |  |

| 1 de octubre | Rosario | 5 - 6   | Nordeste | Club Los Miuras, Junín |  |
|              |         | Reporte |          |                        |  |

| 1 de octubre | Oeste | 43 - 0  | Tucumán | Club Los Miuras, Junín |  |
|              |       | Reporte |         |                        |  |

### Zona 2
| Pos. | Equipos       | Partidos | Partidos | Partidos | Tantos | Tantos | Tantos | Pts. |
| Pos. | Equipos       | G        | E        | P        | PF     | PC     | DP     | Pts. |
| ---- | ------------- | -------- | -------- | -------- | ------ | ------ | ------ | ---- |
| 1.°  | Mar del Plata | 3        | 0        | 0        | 56     | 30     | +26    |      |
| 2.°  | Córdoba       | 2        | 0        | 1        | 25     | 27     | -2     |      |
| 3.°  | Entre Ríos    | 1        | 0        | 2        | 29     | 33     | -4     |      |
| 4.°  | Sur           | 0        | 0        | 3        | 27     | 47     | -20    |      |

|  | Clasifica a la final             |
|  | Clasifica a final por 3.° puesto |
|  | Clasifica a final por 5.° puesto |
|  | Clasifica a final por 7.° puesto |

| 29 de septiembre | Entre Ríos | 15 - 6  | Sur | Club Los Miuras, Junín |  |
|                  |            | Reporte |     |                        |  |

| 29 de septiembre | Córdoba | 0 - 22  | Mar del Plata | Club Los Miuras, Junín |  |
|                  |         | Reporte |               |                        |  |

| 29 de septiembre | Entre Ríos | 14 - 17 | Mar del Plata | Club Los Miuras, Junín |  |
|                  |            | Reporte |               |                        |  |

| 29 de septiembre | Córdoba | 15 - 5  | Sur | Club Los Miuras, Junín |  |
|                  |         | Reporte |     |                        |  |

| 1 de octubre | Sur | 16 - 17 | Mar del Plata | Club Los Miuras, Junín |  |
|              |     | Reporte |               |                        |  |

| 1 de octubre | Córdoba | 10 - 0  | Entre Ríos | Club Los Miuras, Junín |  |
|              |         | Reporte |            |                        |  |

### Finales
Final
| 1 de octubre | Oeste | 12 - 6  | Mar del Plata | Club Los Miuras, Junín |  |
|              |       | Reporte |               |                        |  |

Final 3.° puesto
| 1 de octubre | Nordeste | 5 - 13  | Córdoba | Club Los Miuras, Junín |  |
|              |          | Reporte |         |                        |  |

Final 5.° puesto
| 1 de octubre | Rosario | 5 - 0   | Entre Ríos | Club Los Miuras, Junín |  |
|              |         | Reporte |            |                        |  |

Final 7.° puesto
| 1 de octubre | Tucumán | 7 - 12  | Sur | Club Los Miuras, Junín |  |
|              |         | Reporte |     |                        |  |

## Zona Sur

### Zona 1
| Pos. | Equipos       | Partidos | Partidos | Partidos | Tantos | Tantos | Tantos | Pts. |
| Pos. | Equipos       | G        | E        | P        | PF     | PC     | DP     | Pts. |
| ---- | ------------- | -------- | -------- | -------- | ------ | ------ | ------ | ---- |
| 1.°  | Chubut        | 2        | 0        | 0        | 37     | 5      | +32    |      |
| 2.°  | Austral B     | 1        | 0        | 1        | 17     | 12     | +5     |      |
| 3.°  | Lagos del Sur | 0        | 0        | 2        | 5      | 42     | -37    |      |

|  | Clasifica a la final             |
|  | Clasifica a final por 3.° puesto |
|  | Clasifica a final por 5.° puesto |

| 25 de agosto | Chubut | 12 - 0  | Austral B | Puerto Madryn Rugby Club, Puerto Madryn |  |
|              |        | Reporte |           |                                         |  |

| 25 de agosto | Chubut | 25 - 5  | Lagos del Sur | Puerto Madryn Rugby Club, Puerto Madryn |  |
|              |        | Reporte |               |                                         |  |

| 25 de agosto | Lagos del Sur | 0 - 17  | Austral B | Puerto Madryn Rugby Club, Puerto Madryn |  |
|              |               | Reporte |           |                                         |  |

### Zona 2
| Pos. | Equipos    | Partidos | Partidos | Partidos | Tantos | Tantos | Tantos | Pts. |
| Pos. | Equipos    | G        | E        | P        | PF     | PC     | DP     | Pts. |
| ---- | ---------- | -------- | -------- | -------- | ------ | ------ | ------ | ---- |
| 1.°  | Chubut B   | 2        | 0        | 0        | 59     | 7      | +52    |      |
| 2.°  | Austral    | 1        | 0        | 1        | 10     | 21     | -11    |      |
| 3.°  | Alto Valle | 0        | 0        | 2        | 14     | 55     | -41    |      |

|  | Clasifica a la final             |
|  | Clasifica a final por 3.° puesto |
|  | Clasifica a final por 5.° puesto |

| 25 de agosto | Austral | 0 - 14  | Chubut B | Puerto Madryn Rugby Club, Puerto Madryn |  |
|              |         | Reporte |          |                                         |  |

| 25 de agosto | Alto Valle | 7 - 45  | Chubut B | Puerto Madryn Rugby Club, Puerto Madryn |  |
|              |            | Reporte |          |                                         |  |

| 25 de agosto | Alto Valle | 7 - 10  | Austral | Puerto Madryn Rugby Club, Puerto Madryn |  |
|              |            | Reporte |         |                                         |  |

### Finales
Final
| 27 de agosto | Chubut | 29 - 17 | Chubut B | Puerto Madryn Rugby Club, Puerto Madryn |  |
|              |        | Reporte |          |                                         |  |

Final 3.° puesto
| 27 de agosto | Austral B | 24 - 0  | Austral | Puerto Madryn Rugby Club, Puerto Madryn |  |
|              |           | Reporte |         |                                         |  |

Final 5.° puesto
| 27 de agosto | Lagos del Sur | 24 - 14 | Alto Valle | Puerto Madryn Rugby Club, Puerto Madryn |  |
|              |               | Reporte |            |                                         |  |

## Tabla de posiciones
Tabla de posiciones al finalizar el torneo:
| 1.° | Oeste         | 4 | 0 | 0 | 103 | 6  | +97 |
| 2.° | Mar del Plata | 3 | 0 | 1 | 62  | 42 | +20 |
| 3.° | Córdoba       | 3 | 0 | 1 | 38  | 32 | +6  |
| 4.° | Nordeste      | 2 | 0 | 2 | 16  | 49 | -33 |
| 5.° | Rosario       | 2 | 0 | 2 | 20  | 23 | -3  |
| 6.° | Entre Ríos    | 1 | 0 | 3 | 29  | 38 | -9  |
| 7.° | Sur           | 1 | 0 | 3 | 39  | 54 | -15 |
| 8.° | Tucumán       | 0 | 0 | 4 | 7   | 70 | -63 |

| 1.° | Chubut        | 3 | 0 | 0 | 66 | 22 | +44 |
| 2.° | Chubut B      | 2 | 0 | 1 | 76 | 36 | +40 |
| 3.° | Austral B     | 2 | 0 | 1 | 41 | 12 | +29 |
| 4.° | Austral       | 1 | 0 | 2 | 10 | 45 | -35 |
| 5.° | Lagos del Sur | 1 | 0 | 2 | 29 | 56 | -27 |
| 6.° | Alto Valle    | 0 | 0 | 3 | 28 | 79 | -51 |

| Bandera de la Provincia de Buenos Aires |
| Oeste Campeón Quinto título             |

| Bandera de la Provincia del Chubut |
| Chubut Campeón Primer título       |